# 성거산성
성거산성(聖居山城)은 대한민국 충청남도 천안시 성거읍, 성거산에 있는 산성이다. 1984년 5월 17일 대한민국의 충청남도 제263호로 지정되었다.
성거산(해발 579.1m) 정상부에 쌓은 테뫼식 산성으로 둘레는 약 550m이다.
처음에는 흙으로 쌓은 성이었으나 뒤에 돌로 보완한 것으로 보인다. 이 산성을 백제시대 쌓은 위례성의 익성으로 추정하여 삼국시대에 쌓은 성으로 보기도 한다. 혹은 조선시대 임진왜란 시 목천과 직산현의 백성으로 보호하기 위하여 쌓았다고 전하나 정확한 축성 연대는 알 수 없다.

## 같이 보기
- 성거산

## 참고 문헌
- 《문화유적총람》(성곽·관아편), 충청남도, 1990년
- 《천안시사》, 천안시, 1997년
- 《충청남도지정문화재해설집》, 충청남도, 2001년

## 참고 자료
- 성거산성 - 국가유산청 국가유산포털